# 1938年の相撲
1938年の相撲（1938ねんのすもう）は、1938年の相撲関係のできごとについて述べる。
1937年-1938年-1939年

## できごと
- 1月、新横綱・双葉山が誕生。
- 5月、新大関・前田山が誕生。
- 12月、横綱・玉錦が現役のまま死去[1]。

## 本場所
- 1月場所
  - 幕内最高優勝：双葉山定次（立浪部屋）  - 13戦全勝（4場所連続4回目）[2]
- 5月場所
  - 幕内最高優勝：双葉山定次（立浪部屋） - 13戦全勝（5場所連続5回目）[2]

## 誕生
- 1月15日 - 北ノ國仁（最高位：前頭10枚目、所属：立浪部屋）[3]
- 1月30日 - 宮ノ花秀輝（最高位：前頭12枚目、所属：二所ノ関部屋）[4]
- 2月1日 - 30代木村庄之助（元・立行司、所属：出羽海部屋）[5]
- 2月11日 - 開錦豪藏（最高位：十両16枚目、所属：錦島部屋→時津風部屋）
- 2月15日 - 栗家山恵三（最高位：前頭5枚目、所属：佐ノ山部屋→高砂部屋→佐ノ山部屋）[6]
- 2月18日 - 佐田の山晋松（第50代横綱、所属：出羽海部屋、第7代日本相撲協会理事長、+ 2017年【平成29年】）[7]
- 3月13日 - 栃ノ海晃嘉（第49代横綱、所属：春日野部屋、+ 2021年【令和3年】）[8]
- 3月27日 - 扇山民雄（最高位：前頭5枚目、所属：時津風部屋）[9]
- 4月10日 - 大蛇川覚（最高位：十両4枚目、所属：二所ノ関部屋、+ 1985年【昭和60年】）
- 6月8日 - 三瓶山征夫（最高位：十両4枚目、所属：中村部屋→二所ノ関部屋）
- 6月16日 - 追風山裕邦（最高位：前頭6枚目、所属：追手風部屋→立浪部屋、+ 2014年【平成26年】）[10]
- 7月3日 - 雲仙山尚敏（最高位：十両7枚目、所属：二所ノ関部屋）
- 8月10日 - 康夫（元・立呼出、所属：花籠部屋→放駒部屋、* 2012年【平成24年】）[11]
- 10月20日 - 若十勝正雄（最高位：十両10枚目、所属：花籠部屋）
- 10月29日 - 吉ノ岩義行（最高位：十両7枚目、所属：二所ノ関部屋）
- 11月29日 - 柏戸剛（第47代横綱、所属：伊勢ノ海部屋、+ 1996年【平成8年】）[12]

## 死去
- 1月22日 - 大ノ里萬助（最高位：大関、所属：若松部屋→湊川部屋→出羽海部屋、* 1892年【明治25年】）[13]
- 2月19日 - 10代木村玉之助（元・立行司、所属：中村部屋、年寄：岩友、* 1873年【明治6年】）
- 6月21日 - 陣幕嘉七（最高位：大関（大阪相撲）、所属：小野川部屋、年寄：陣幕、* 1885年【明治18年】）
- 12月4日 - 玉錦三右エ門（第32代横綱（現役没）、所属：二所ノ関部屋→粂川部屋→二所ノ関部屋、年寄：二所ノ関（二枚鑑札）、* 1903年【明治36年】）[1]